# Mistreat
Mistreat (engl. Misshandeln/schlechte Tat) ist eine neonazistische finnische Rechtsrock-Band aus Kouvola.

## Geschichte

### Punk-Wurzeln des Sängers
Muke gründete mit weiteren Musikanten 1988 eine Thrash-Metal-Band in der südostfinnischen Stadt Kouvola aus der die Rechtsrock-Band Mistreat hervorging. Aus derselben Stadt stammte auch die Hardcore-Punk-Band Maho Neitsyt, deren Sänger Pexi mit Muke befreundet ist. 1990 fragte die Band Muke ob er den kurz zuvor verlassenen Posten des Gitarristen für die Studioaufnahmen des 1991 erschienenen Album Ottaa päähän übernehmen könnte, was dieser bejahte.

### Erstes Line-up, erste Gehversuche
Nachdem sich die Band 1988 formiert hatte, stießen 1989 der Schlagzeuger Jönne, der Bassist Kaitsu und der Gitarrist Suikanen zur Band, die sich zwischenzeitlich Synthetical Bastards, Sorbus Sound und Technodeath nannten, weil die Bandmitglieder Metal-Fans waren. Die Namen klangen jedoch nicht authentisch für eine Skinhead-Band, deshalb nannte die Band sich fortan Mistreat (Misshandeln, schlechte Tat), ein englischer Begriff der verschiedene Bedeutungen haben kann, für die Band bedeutete er nur, jemanden zu verprügeln. Für das Label Alternative Action Records wurden 1990 einige Lieder für einen Promo-Sampler eingespielt. Danach spielte die Band für AA Records eine EP ein, die unter dem Titel Mistreat EP veröffentlicht wurde.
Für das Label Rebelles Européens wurde eine LP eingespielt, welche aber wegen Unklarheiten nie veröffentlicht wurde.

### Veröffentlichungen
1995 konnte die Band am 22. April beim neugegründeten Rechtsrock-Label AinaSkin Musiikki das erste Rechtsrockalbum aus Finnland einspielen, Faith and Fury. Im Jahr 2018 meldete sich die Band mit dem Album Heartless Bastards zum 30-Jährigen Band-Jubiläum zurück.

### Aktueller Status
Seitdem stieg die Präsenz von Mistreat in der Rechtsrock-Szene deutlich an, durch vermehrte Konzertteilnahmen, vereinzelte Beisteuerungen von neuen Liedern auf diversen Sampler-Alben und Veröffentlichungen von Band-Projekten. 
Im Mai 2024 erschienenen das aktuelle Album No Need to Apologize.

## Stil

### Texte
Die Texte vermischen Skinheadthemen mit Politik, Rassismus und Antisemitismus. Aber auch die aus Sicht der Band befürwortete Russenfeindlichkeit wird thematisiert. Die Bandmitglieder sehen sich als weiße Finnen in Finnland, deren Fortbestand ihres Volkes und kulturellen Brauchtümer angeblich bedroht wird durch Einwanderung. Die Band verherrlicht auf den Alben Mord und Vertreibung von Afroamerikanern. Auch ethnische Säuberungsaktionen wären laut der Band ein Mittel zum Zweck, um Finnland vermeintlich zu retten. Nicht nur gegen Juden und Afroamerikaner wird gehetzt, auch Homosexuelle, Kommunisten und Hippies zählen zum oft thematisierten Feindbild der Band. Die Band hat auch einige Lieder über ihren Standpunkt gegen den Drogenkonsum gemacht. Weiterhin glorifiziert die Band die Rolle der Finnen im Zweiten Weltkrieg. Ansonsten kommen auch moderne Themen wie Loblieder auf Skinheads und Liebeslieder über Skingirls vor. In einigen Liedern übt die Band eine Form von Gesellschaftskritik, in denen es darum geht die finnische Jugend vor der Amerikanisierung zu bewahren, damit die finnischen Traditionen und Brauchtümer nicht in den nächsten Generationen in Vergessenheit geraten. Ein Loblied wird dem US-Amerikaner James Earl Ray gewidmet. Ray wurde 1968 der Mord des Bürgerrechtlers Martin Luther King zur Last gelegt. Die Band spricht Ray in dem Lied den Dank im Namen der weißen Rasse aus und verklärt den Mord als eine „Befreiungstat“, obwohl Ray selbst den Mord bestritt und im Gegensatz zur Band die Idee der weißen Überlegenheit bis zu seinem eigenen Tod ablehnte. Das Lied "Stadin Nr. 1" ist dem Sportverein HIFK aus Helsinki gewidmet.

### Musik
Die Band spielt ihre Lieder in den Genres Oi-Punk, Hard Rock bis Metal. Die Melodien werden geprägt durch starke Gitarrenriffs und einfach gehaltenen Refrains. Die Texte sind knapp formuliert, aber eindeutig und radikal in ihrer Aussage.

## Diskografie

### Minialben, Singles und EPs
- 1990: Mistreat EP (EP, Alternative Action Records; vergriffen)
- 2001: Stand for Your Nation (Mini-CD, Warfare) (Die zwei enthaltenen Lieder erschienen bereits auf dem 1998 erschienenen Sampler Thunderrock Vol. 2)
- 2002: We Ain't Gotta Fade Away (EP, Mistreat) (Re-Release der Beiträge von Mistreat vom Splitalbum Waffenbrüder)

### Demos
- 1991: Mistreat Demo (MC, Eigenproduktion; vergriffen)
- 1992: Faith and Fury (LP; keine Veröffentlichung)

### Alben
- 1995: Faith and Fury (CD, AinaSkin Musiikki) (indiziert, BAnz. Nr. 224 vom 30. November 2007, Liste B)
- 1997: Flame from the North (CD, Mistreat); (indiziert, BAnz. Nr. 131 vom 29. August 2008, Liste B)
- 2003: Battle Cry - The Third Coming (CD, Mistreat) (indiziert, BAnz. Nr. 131 vom 29. August 2008, Liste B)
- 2005: Never Forgive... Never Forget (CD, Mistreat) (indiziert, BAnz. Nr. 101 vom 31. Mai 2006, Liste A, Re-Release ebenfalls indiziert[3])
- 2018: Heartless Bastards (CD, PC-Records)
- 2018: Heartless Bastards (CD, Midgård Records, indiziert)

Album in 2 Versionen: PC-Records (10 Lieder) und Midgård Records (13 Lieder). Beide haben 9 identische Lieder. PC-Records hat "Working Class Hero" exklusiv, Midgård Records hat exklusiv "Violence is Golden", "Not Welcome", "1987" und "Bloodshed". Die Midgård Records-Version wurde im August 2021 in Deutschland indiziert.
- 2022: Talk the Talk, Walk the Walk (CD, PC-Records)
- 2024: No Need to Apologize (CD, PC-Records)

### Splitalben
- 1996: Waffenbrüder (Mistreat/Kraftschlag), (CD, NS-Records) indiziert, BAnz. Nr. 204 vom 31. Oktober 1997, Liste B)
- 2002: Beer Bottles & Hockey Sticks (Mistreat/Bound for Glory; CD, Panzerfaust Records)
- 2020: Pro Patria Fiant Eximia/I'm Not Led, I Lead (Mistreat/Bandeira de Combate) (CD, PC-Records)
- 2020: United in Pride, Vol. III (Mistreat/Code 291) (CD, Midgård Records)

(Der Name der schwedischen Band Code 291 bezieht sich auf die inzwischen abgeschaffte Praxis der schwedischen Polizei, Flüchtlingskriminalität unter dem Geheimcode 291 zu registrieren.)
- 2021 Foreign Policies (Mistreat/White Minority) (CD, D88 Records (Distroyer 88 Records)/Europa Erwache Productions)
- 2021 Ruhe in Frieden Kecki (Mistreat/Brutal Attack/Sleipnir) (Mini-CD, OPOS Records)

### Konzeptalben
- 2000: Best of (CD, Hate Society Records) Neuvertonung von bekannten Liedern und zwei unveröffentlichten Liedern, die legal in Deutschland verkauft werden können. Das Booklet ist in deutscher Sprache geschrieben.
- 2003: Unfinished Business (CD, Mistreat) Vertonung von alten bis dahin noch unveröffentlichten Liedern der Band; indiziert, BAnz. Nr. 198 vom 31. Dezember 2008, Liste B)
- 2014: 10 Years Anniversary Live 1998 (CD, Sakaramiina Records) Livealbum eines Konzertes zum 10-jährigen Bandjubiläum von Mistreat im Jahr 1998
- 2019: The Rough, The Rare and The Rock-O-Rama Recordings (CD, LP, Mistreat Productions) Das Album enthält die bisher unveröffentlichten Demos 1990, 1991 und 1997, die Lieder, die 1992 exklusiv für Rock-O-Rama eingespielt worden sind und 8 weitere Lieder, die 2002 in den USA entstanden und eingespielt worden sind.

- 2021: Legal Matters (CD, Midgård Records) Abgeänderte Neuveröffentlichung vom Konzeptalbum "Best of" von 2000. Laut dem Label Midgård Records war die Band erstaunt darüber, dass der damalige Rechteinhaber (Hate Society Records) ihr Album irreführenderweise unter dem Titel "Best of" veröffentlichte. Es sollte damals "Legal Matters" heißen, zudem enthielt das Booklet keine Liedtexte, sondern Bilder mit deutschen Begleittexten. Der Song Bound for Glory wurde weggelassen. 2021 veröffentlichte Midgård Records das Material nach den Vorstellungen der Band, unter dem ursprünglichen Albumtitel, mit den Liedtexten im Booklet, dem fehlenden Lied und zusätzlich im neuen Layout.

### Beiträge zu Kompilationen
- 1990: Alternative Action Compilation (EP, Alternative Action Records)
- 1994: Skinhead Revolt (EP, Dignity Records)
- 1995: White Solidarity, Volume II (CD, Svea Musik)
- 1996: Leaderless Resistance - A Pan-Aryan Compilation (CD, MSR Productions)
- 1997: Nordic Skins (CD, Ragnarock Records)
- 1997: Destiny Rock, Vol. 2 - White Dynamite (CD, Destiny Records)
- 1998: Die Besten Soldaten - The Best Soldiers, Volume II (CD, Movement Records)
- 1998: Thunderrock, Vol. 2 - The Nations Will Rise Again (CD, DiKo Musikverlag)
- 1999: Rock Nord - Kollektions CD Nr. 2/99 (CD, Rock Nord)
- 2002: Suomi 2002 Kokoelma (CD, PoPgrom)
- 2004: Solidarität (CD, PC-Records/Front Records)
- 2007: Solidarität II - Im Zeichen der Neuen Zeit (CD, PC Records/Front Records)
- 2019: The Skinheads Come Back, Vol. 3 (CD, Oldschool Records)
- 2019: 11. Tag der deutschen Zukunft (CD, PC Records)
- 2020: A Tribute to Estirpe Imperial (Himnos de Gloria) (CD, Askania Productions)
- 2020: Never Say Die (Doppel-CD, PC Records)
- 2021: RAC Covers: Propagandaa (CD, Sakaramiina Records)
- 2022: Final War Tribute (CD, Tinnitus Records)
- 2022: Brutal Attack Tribute (Digipak mit achtseitigem Booklet, anonym verlegt)

### Kompilationen
- 2003: Ultimate Mistreat (CD, Mistreat Productions)
- 2014: Greatest Hits (Doppel-CD, HC Streetwear Productions)
- 2023: We Start the Fire, The Compilation Tracks (CD, Mistreat Productions)

### Tribute to Mistreat
- 2015: Tribute to Mistreat - Made in Finland (CD, Arcabuz Records)
- 2018: Mistreated Songs: Finnish Tribute to 30 Years of Mistreat (CD, Sakaramiina Records)
- 2022: Fifty Years of Not Giving a Fuck - A Tribute to Muke from Mistreat (Doppel-CD, D88)

### Projekte
Die Mitglieder von Mistreat gründeten die Nebenband Street Sweepers (englisch ‚Die Straßenfeger‘)
- 2013: Time for War (erschienen unter der Interpretenbezeichnung Street Sweepers; CD, Eigenproduktion)
- 2020: Patriotic Tunes (erschienen unter der Interpretenbezeichnung Mistreat Muke Solo) (CD, PC Records)
- 2022: Patriotic Tunes Vol. 2 (als Mistreat Muke Solo) (CD, PC Records)